# Toteng
Toteng est une ville du Botswana.